# تومي كوريا
تومي كوريا (بالإسبانية: Tomi Correa)‏ هو لاعب كرة قدم إسباني في مركز الهجوم، ولد في 5 ديسمبر 1984 في سانتا كروز دي تينيريفه في إسبانيا. لعب مع رابيد فيينا ولوغرونيس ونادي بادالونا ونادي تينيريفي ونادي رايندورف آلتاخ ونادي غروديغ.

## وصلات خارجية
- تومي كوريا على موقع قاعدة بيانات كرة القدم.إي يو (الإنجليزية)
- تومي كوريا على موقع Soccerway.com (الإنجليزية)
- تومي كوريا على موقع عالم كرة القدم.نت (الإنجليزية)
- تومي كوريا على موقع AS.com (الإسبانية)